# Prins Gong
Prins Gong (forenklede tegn: 恭亲王; traditionelle tegn: 恭親王; pinyin: Gōng Qīnwáng; Wade-Giles: prins Kung ofte omtalt som den sjette prins (六王爺), født Yixin (奕欣 / 奕訢; Yìxīn; Wade-Giles: I-hsin, mandsju: Isin) af Aisin-Gioro-klanen)
Han var født 11. januar 1833 i Beijing - død 29. maj 1898 samme sted.
Han var manchuisk prins og statsmand under den senere del af Qing-dynastiet.
Yixin var halvbror til kejser Xianfeng og fremtrådte som diplomat under anden opiumskrig mod Storbritannien og Frankrig, hvor han fik til opgave at undertegne Pekingkonventionen, som standsede fjendtlighederne. 
Kejseren havde ladt ham tilbage i Beijing, hvor Gong skulle forhandle med de fremrykkende britiske og franske styrker, mens han selv med det meste af hoffet havde trukket sig til paladset i Rehe. 
I 1861 blev han leder af Zongli Yamen, det regeringsorgan, som Kina i konventionerne forpligtede sig til at oprette for udenrigssager.
Efter Xianfengs død samme år blev han efter en statskuplignende manøvre i ly af de to enkekejserinder Ci'an og Cixi den egentlige regent under sin brorsøn Tongzhi-kejserens umyndighedstid. 
Han grundlagde i 1862 en skole for kinesiske lærde med navnet Tongwen Guan for studier af fremmedsprog og teknologi.
Han tabte anseelse, da Qing-styrkerne tabte den fransk-kinesiske krig og stod i skyggen af sin yngre halvbror, førsteprins Chun 醇賢親王).
I 1894 blev Yixin igen leder af Zongli Yamen.